# Kolbsheim
Kolbsheim é uma comuna francesa na região administrativa de Grande Leste, no departamento Baixo Reno. Estende-se por uma área de 3,32 km². Em 2010 a comuna tinha 981 habitantes (densidade: 295,5 hab./km²).